# 阿莫塔佩山脈國家公園
阿莫塔佩山脈國家公園是秘魯的國家公園，位於該國西北部，由皮烏拉地區和通貝斯大區負責管轄，面積1,516平方公里，始建於1975年7月22日，是111種鳥類的棲息地。